# 热苏阿尼亚
热苏阿尼亚是巴西米纳斯吉拉斯州的一个市镇。总面积153.296平方公里，总人口4821人，人口密度31.4人/平方公里。